# Owen Farrell
Owen Andrew Farrell (Wigan, 24 de septiembre de 1991) es un jugador inglés de rugby que se desempeña como apertura o centro. Es internacional con el XV de la Rosa y juega en el Saracens de la Premiership Rugby. Su padre es Andy Farrell, quien también fue jugador de rugby profesional.

## Carrera

### Clubes

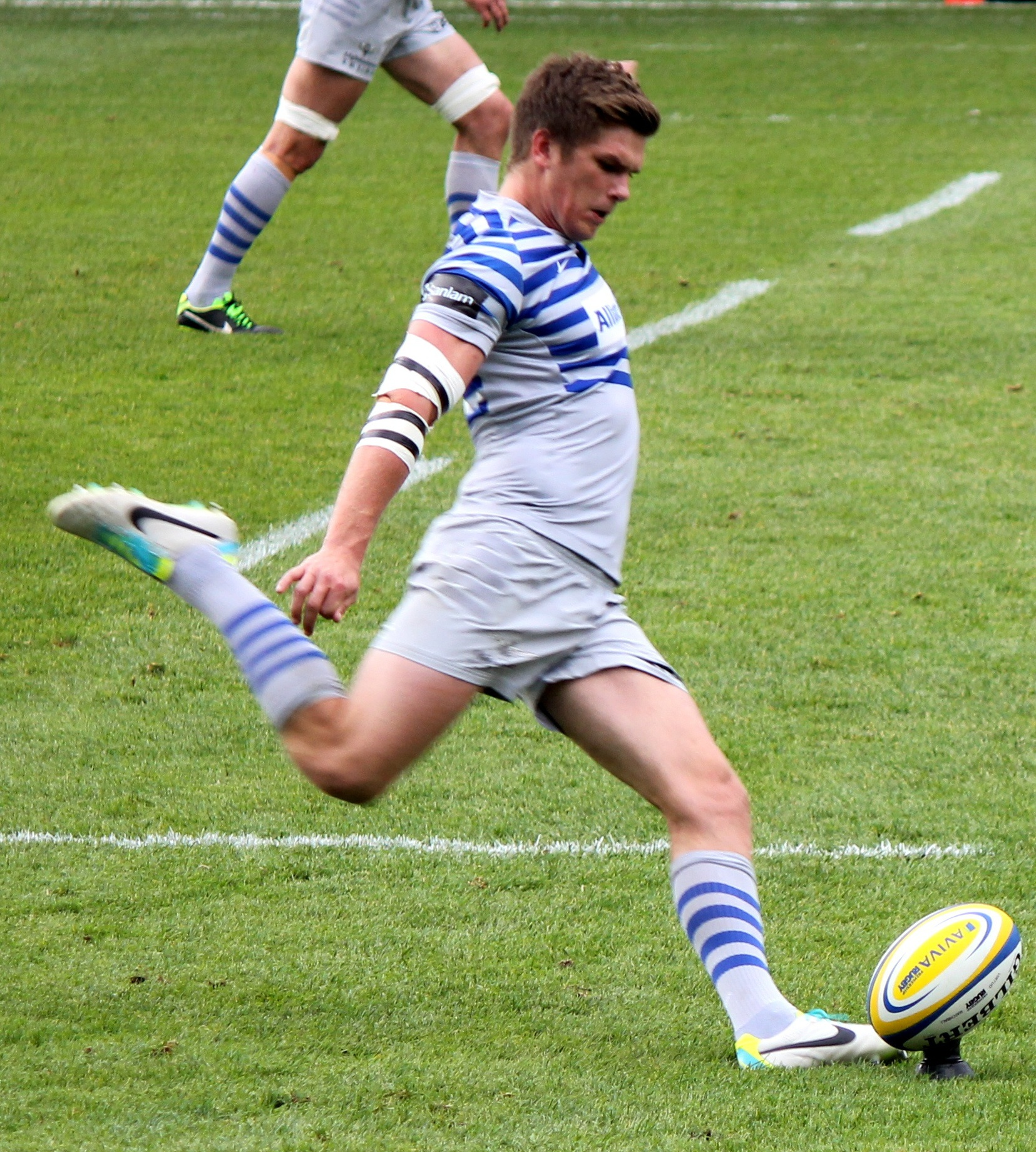
Owen Farrell pateando a palos.

Se convirtió en el jugador más joven en aparecer en el rugby profesional inglés cuando debutó con los Saracens en 2008 a los 17 años de edad. El récord lo batió después George Ford, hijo de otro jugador, Mike Ford.
Su primer título fue la Aviva Premiership en la temporada de su debut donde se proclamaron campeones al derrotar por 22-18 a Leicester Tigers, no volvió a disfrutar de las mieles de la victoria hasta la temporada 2014-2015 en la que consigue el título de liga en la final que les enfrentó a Bath Rugby 2016 es un año repleto de éxitos ya que conseguiría el doblete conquistando la liga frente a Exeter Chiefs y la copa de Europa ante Racing Métro 92 por un marcador de 21-9. En la temporada siguiente la racha de éxitos continúa con la conquista de la Champions Cup ante ASM Clermont Auvergne con el marcador de 28-17.

### Internacional
Después del fracaso de Inglaterra en la Copa Mundial de Rugby de 2011, el equipo fue renovado por Stuart Lancaster, que incluyó a Farrell en su equipo para el Torneo de las Seis Naciones 2012. Su primer partido con la selección de Inglaterra fue contra Escocia en Murrayfield el 4 de febrero de 2012. Jugó en las victorias frente a Escocia e Italia logrando 22 puntos.
Ha destacado en el Torneo de las Seis Naciones 2013, siendo escogido por los periodistas en su equipo del torneo. En el primer partido, el 2 de febrero, contra Escocia, que ganó Inglaterra 38-18, contribuyó con 4 golpes de castigo (minutos 2, 13, 18 y 37) y tres transformaciones minutos 30, 42 y 80), con lo que logró 18 puntos. Sólo falló uno de los ocho lanzamientos a palos que intentó, además, mantuvo un altísimo nivel en la dirección de juego con su equipo, coronado con un excepcional pase de lado a lado del campo con una patada tensa para el tercer try de los suyos; fue elegido Man of the Match, es decir, el mejor jugador del partido.
El 10 de febrero consiguió los 12 puntos de Inglaterra frente a Irlanda con cuatro golpes de castigo, en los minutos 3, 29, 64 y 66, de los seis intentos que hizo, con lo que aprovechaba las infracciones de los irlandeses para hacer bueno el planteamiento defensivo de su seleccionador.
También salió como titular el 23 de febrero de 2013, y contribuyó a la victoria 23 a 13 contra Francia, al no fallar ni uno solo de los cuatro primeros golpes de castigo de los que dispuso (minutos 1, 27, 34 y 47), con lo que Inglaterra dio la vuelta al marcador. Posteriormente, Farrell falló la conversión del try de Manu Tuilagi y se lesionó por lo que fue sustituido por Toby Flood en el minuto 62. Esta lesión le impidió ser titular en la cuarta jornada, contra Italia, y su puesto lo ocupó Flood.
Recuperado para entrar como titular en la quinta y decisiva jornada, en lo que fue la derrota frente a Gales en el Millennium Stadium, el 16 de marzo de 2013, logró los únicos 3 puntos de su equipo con un golpe de castigo en el minuto 20, pero falló dos golpes de castigo contra Gales con toda la presión encima, y el segundo de ellos era una patada relativamente sencilla. El duelo de pateadores entre Farrell y Halfpenny quedó resuelto decididamente a favor del galés, que pasó entre palos los tres golpes que dispuso. Fue sustituido por Flood en el minuto 67.
En los cuatro primeros partidos fue una presencia controladora, especialmente en su victoria sobre los irlandeses.  Fue el más consistente de los outhalfs del torneo. No sólo sabe patear y marcar, sino que también defiende y placa.
Seleccionado para jugar con Inglaterra la Copa Mundial de Rugby de 2015, en el partido inaugural contra Fiyi estuvo de suplente y salió en la segunda parte, sustituyendo a George Ford, acertando en sus tres tiradas a palos (dos transformaciones y un golpe de castigo). Jugó en los 80 minutos de la derrota de Inglaterra frente a Gales, en el segundo partido de Inglaterra, logrando 20 puntos con cinco golpes de castigo, un drop y una transformación. Se mantuvo como titular para enfrentarse a Australia el fin de semana siguiente. En este partido, Farrell anotó con una transformación dos golpes de castigo, pero agravó la situación de su equipo cuando lo sancionaron con un sin bin por un duro placaje sin balón por medio en el minuto 70, dejando al equipo con 14 hombres; Australia ganó el partido e Inglaterra quedó fuera de la Copa del Mundo. En la victoria 60-3 sobre Uruguay, que cerraba la participación de Inglaterra en la Copa Mundial, logró puntos para su equipo gracias a cuatro conversiones..En 2016 tras la llegada del seleccionador Eddy Jones se proclamaron campeones del seis naciones incluyendo el Gran Slam. En 2017 mantuvieron la racha de victorias que les hizo llevar hasta el récord de los All Black con 18 consecutivas, dando lugar a la consecución del 6 naciones, pero en la última jornada perdieron ante Irlanda perdiendo la posibilidad de alzarse con el Gran Slam
Fue seleccionado por Eddie Jones para formar parte del XV de la rosa en la Copa Mundial de Rugby de 2019 en Japón donde lograron vencer en semifinales, en el que fue el mejor partido del torneo, a los All Blacks que defendían el título de campeón, por el marcador de 19-7. Sin embargo, no pudieron vencer en la final a Sudáfrica perdiendo por el marcador de 32-12.

#### Participaciones en Copas del Mundo
| Mundial                       | Sede       | Resultado    | PJ | Tries |
| ----------------------------- | ---------- | ------------ | -- | ----- |
| Copa Mundial de Rugby de 2015 | Inglaterra | Primera fase | 4  | 0     |
| Copa Mundial de Rugby de 2019 | Japón      | Subcampeón   | 6  | 0     |
| Copa Mundial de Rugby de 2023 | Francia    | 3er Puesto   | 5  | 0     |

### Palmarés y distinciones notables
- Liga de Inglaterra de Rugby 2010-2011
- Liga de Inglaterra de Rugby 2014-2015[19]
- Liga de Inglaterra de Rugby 2014-2015
- Liga de Inglaterra de Rugby 2015-2016[20]
- Liga de Inglaterra de Rugby 2017-2018
- Liga de Inglaterra de Rugby 2018-19
- Liga de Inglaterra de Rugby 2022-23
- Rugby Champions Cup 2015-16[21]
- European Rugby Champions Cup 2016-17[22]
- European Rugby Champions Cup 2018-19[23]
- Torneo de las Seis Naciones 2016
- Torneo de las Seis Naciones 2017
- Seleccionado por los British and Irish Lions para la gira de 2013 en Australia
- Seleccionado por los British and Irish Lions para la gira de 2017 en Nueva Zelanda[24]
- Seleccionado por los British and Irish Lions para la gira de 2021 en Sudáfrica [25]
- Seleccionado por los British and Irish Lions para la gira de 2025 en Australia
- Nominado a mejor jugador de rugby del año en 2016
- Nominado a mejor jugador de rugby del año en 2017
- Capitán de la Selección de rugby de Inglaterra (2019-presente)[26]